# Mamoru Chiba
Mamoru Chiba (地場 衛?, Chiba Mamoru) è un personaggio immaginario e il protagonista maschile della serie manga e anime Sailor Moon, e combatte con lo pseudonimo di Tuxedo Kamen (タキシード仮面?, Takishīdo Kamen). In Italia, nelle prime serie anime trasmesse da Mediaset, è conosciuto anche come "Marzio" e "Milord"; viene tradotto correttamente in Smoking Mascherato solamente nel film d'animazione Sailor Moon R The Movie - La promessa della rosa. In Codename Sailor V, è una comparsa.
Il personaggio è uno dei più noti e iconici del mondo dei fumetti e dell'animazione.

## Sviluppo e riferimenti culturali
Parlando in un'intervista di Tuxedo Kamen, Naoko Takeuchi confida di averlo creato pensando al suo ideale di uomo. Lo descrive come "forte, silenzioso, incrollabile, un po' come Capitan Harlock". Originariamente, l'autrice voleva che il suo personaggio come Tuxedo Kamen avesse "più misteri e assumesse un ruolo maggiore". Takeuchi ha basato il suo design sul membro degli Shonentai Noriyuki Higashiyama e si è anche ispirata a Kaito Kid, il protagonista dell'omonimo manga di Gosho Aoyama.
"Mamoru Chiba" è stato modificato da "Mamoru Chino", pensato inizialmente per Makoto Kino, della medesima serie. Il nome vuol dire "proteggere" (衛?, mamoru), mentre i kanji del cognome "terra" (地?, chi) e "posto" (場?, ba). Tuxedo Kamen sostituisce una Guerriera Sailor originaria della Terra: per il principe Endymion, il grande amore della principessa Serenity risorto come Mamoru Chiba, la Takeuchi si è ispirata alla figura mitologica di Endimione (in greco antico: Ἐνδυμίων?, Endymíōn), amante di Selene, dea della Luna. Inizialmente, l'autrice usava per Tuxedo Kamen il nome in codice "Mysterious 2098 Face", ovvero "uomo dai 2098 volti", ma divenne perplessa.
Nonostante fosse una sua creazione, Naoko trovò difficile disegnare il costume molto particolareggiato di Tuxedo Kamen. Nei primi manga, ne dimenticava alcune parti.
In un making of extra il doppiatore originale, Tōru Furuya, dichiara di aver influenzato lo sviluppo del personaggio nell'anime. Alla domanda sulle differenze tra anime e manga, ha improvvisato: "Sto guidando". Per questo motivo, Mamoru è divenuto più comico.

## Profilo
Mamoru è un ragazzo posato, altruista e protettivo, soprattutto nei confronti di Usagi e Chibiusa, la loro figlia venuta dal futuro. È un tipo di persona che nasconde il proprio malessere pur di non far preoccupare gli altri. Ha originariamente 16 anni, 18 a partire da Yume e una storia triste alle spalle. Usagi nota inizialmente un velo di tristezza sul suo volto.
In principio Mamoru la chiama ironicamente "odango atama" ("testolina buffa" nel doppiaggio italiano), ovvero "testa di odango", per via della pettinatura con chignon che ricordano degli odango; divenuto con lei una coppia fissa, la denomina "Usako", "Usa" dal terzo arco narrativo, mentre la partner, come anche Chibiusa, lo soprannomina affettuosamente "Mamo-chan".
Le conferisce l'energia necessaria per sconfiggere i nemici, e l'unione fra i poteri di entrambi genera armi da combattimento per Sailor Moon (trasformazione di Usagi). Fin dalla loro vita precedente, Mamoru e Usagi, ai tempi principe terrestre e principessa lunare, condividono l'obiettivo di proteggere il pianeta Terra, oltre che un grande amore. Quando, nel finale, si sposano, lui ha 23 anni.

## Storia

### Dark Kingdom
Mamoru è uno studente delle scuole superiori Moto-Azabu. Agli inizi, incontra sempre casualmente Usagi, che, sebbene lo consideri un ragazzo presuntuoso, prova un'emozione inspiegabile in sua compagnia. Nei panni di un ladro di gioielli di nome Tuxedo Kamen, accorre intanto in aiuto di Sailor Moon, salvandola da situazioni critiche, e la guerriera se ne invaghisce a prima vista. Nonostante la gatta Luna non si fidi di Tuxedo Kamen, che cerca il Cristallo d'Argento (ambito anche dalle Guerriere Sailor e il Dark Kingdom) per esaudire la preghiera di una ragazza misteriosa che gli appare in sogno, la sua amica Sailor Moon se ne innamora, ricambiata. Conoscendo la vera identità della guerriera e viceversa, Mamoru confessa ad Usagi che il giorno del suo sesto compleanno ebbe un incidente stradale che lo lasciò orfano, e con il Cristallo d'Argento, di cui gli parla la fanciulla del sogno, spera di poter recuperare la memoria perduta in quell'occasione.
Sacrificandosi per salvare Sailor Moon, Mamoru ricorda la sua vita precedente da Endymion e identifica la protetta nella ragazza sognata, Serenity, con cui condivise un grande amore prima che entrambi rinascessero nel XX secolo. Esanime, assorbe la luce del Cristallo d'Argento, custodito inconsapevolmente da Usagi, e viene rapito da Beryl, da sempre innamorata di lui: Endymion, principe della Terra, nonostante il divieto amò la principessa lunare Serenity, e inutili furono i suoi tentativi di pacificazione verso il proprio popolo, spinto ad attaccare il Silver Millennium della Luna dalla gelosa Beryl, corrotta da Metallia, un'entità malvagia; perì per proteggere la sua amata, che in preda al dolore si suicidò.
Mamoru viene contaminato e rianimato da Metallia, nonché ribattezzato Endymion da Beryl. Ipnotizza Motoki per fargli credere di essere un amico di nome Endo, e in questi panni avvicina Usagi con l'intento di rubarle il Cristallo d'Argento. Rinsavisce solo dopo che la ragazza lo trafigge e tenta il suicidio. I minerali che ospitano gli spiriti degli Shitennō, guardie del corpo di Endymion, hanno attutito il colpo, salvandolo.
Dopo la sconfitta del Dark Kingdom, Mamoru e Usagi diventano una coppia a tutti gli effetti.

### Black Moon
La piccola Chibiusa, bisognosa di aiuto, attira le attenzioni di Mamoru, per cui prende una cotta, e la gelosia di Usagi, turbando l'armonia di coppia.
Una voce familiare guida Mamoru in difficoltà. Accompagnando Chibiusa nella capitale terrestre del XXX secolo, Cristal Tokyo, il ragazzo scopre che ad aiutarlo è stato il re Endymion, versione futura di se stesso e padre della bambina. Il sovrano lo incontra sotto forma di proiezione, il suo corpo giace addormentato all'interno del palazzo dopo l'attacco improvviso di Black Moon (accanto alle Guerriere Sailor del futuro, anch'esse colpite, e la moglie). Il giovane aspetto, uguale a quello di Mamoru, dipende dal potere del Cristallo d'Argento della nuova regina Serenity (Usagi del futuro), il quale, come nel Silver Millennium, dove la durata media della vita era di 1000 anni, ha arrestato l'invecchiamento dei membri della famiglia reale una volta raggiunta l'età adulta, ovvero dopo l'ascesa al trono nel XXI secolo e l'arrivo di Chibiusa.
Mamoru subisce la contaminazione della Lady Nera, trasformazione corrotta e più adulta di Chibiusa, che ne ottiene l'amore forzato e lo fa combattere per Death Phantom. Rinsavisce dinanzi allo scettro generato dall'unione dei poteri suoi e di Usagi, durante il momentaneo arresto temporale provocato da Pluto. Dopo che il re Endymion viene risvegliato da sua moglie (destata dal cambiamento della figlia in Sailor Chibimoon), contribuisce alla sconfitta di Death Phantom donando la propria forza all'amata.

### Mugen
Mamoru è turbato da un sogno, che teme possa premonire il risveglio della dea della distruzione.
Supera qualche tensione con Usagi riproducendo insieme a lei e a Chibiusa il Calice Sacro (presunta proprietà della nuova regina Serenity) per aiutare la piccola in un compito d'arte. Il suo potere, unito a quello della ragazza e della loro futura figlia, trasforma, durante la battaglia contro Cyprine e Ptilol, l'imitazione nella coppa originale.
Dopo che Chibiusa viene derubata da Mistress 9 del Cristallo d'Argento del futuro e dell'anima, Mamoru resta al suo capezzale e vi stabilisce un contatto che la mantenga in vita, tenendola per mano finché Hotaru non la risarcisce. Percependo in sé il potere sia di Chibiusa che di Hotaru, raggiunge le Guerriere Sailor sul campo di battaglia, e, scomparsi Pharaoh 90 e Mistress 9 nella nebulosa Tau insieme a Sailor Saturn, la dea della distruzione, comprende il significato dei suoi sogni, identificando la figura onirica nella portatrice di salvezza Usagi, che ripara con il proprio potere i danni subiti dalla città.

### Yume
Mamoru è al primo anno della facoltà di medicina dell'università KO.
Durante un'eclissi solare, ha una visione di Pegasus e assiste all'arrivo in città del Dead Moon Circus, scorgendone la nave in cielo. I problemi di salute iniziano contemporaneamente all'evento. Dopo le analisi, che rivelano un'ombra a forma di rosa sui suoi polmoni, Mamoru pensa di essere malato, ma grazie a Elios (forma umana, nonché autentica, di Pegasus) scopre di aver contratto la maledizione scagliata da Nehellenia su Elysion, un luogo sacro all'interno della Terra dove sorgeva il Regno Dorato del principe Endymion. Per proteggere il suo pianeta, Endymion salì alla superficie e incontrò Serenity.
Per la salvezza di Elysion occorre rompere il sigillo del Cristallo d'Oro, ovvero il cristallo della Terra, che Mamoru scopre di custodire nel proprio corpo. Prestando il potere del cristallo a Sailor Moon, il ragazzo partecipa alla sconfitta di Nehellenia, che prima di sparire minaccia il principe di ottenerne la mano per dominare la Terra.

## Travestimenti e aspetti

### Tuxedo Kamen
Tuxedo Kamen è il travestimento principale di Mamoru Chiba. Il nome deriva dallo smoking nero e la maschera bianca. Oltre ad essi, tali panni comprendono, rispettivamente dello stesso colore, un mantello con interno rosso e un paio di guanti. Tuxedo Kamen porta anche un cilindro nero sul capo e ha un bastone allungabile che usa come spada. In Mugen, Mamoru vi si trasforma per raggiungere Usagi dopo aver ricevuto forza da Chibiusa e Hotaru.
La trasformazione avviene sempre nell'anime degli anni '90, all'inizio senza volerlo, improvvisamente, con dolore, quando Sailor Moon ha bisogno di aiuto, e senza che Mamoru ne abbia memoria dopo il combattimento. Il momento è visibile solo nell'episodio 34, in una breve scena in cui il giovane Chiba estrae dalla tasca una rosa che cambia colore; uno smoking, una maschera e un cappello appaiono su di lui. In una lettera, la Takeuchi ha riferito che il personaggio ha una formula magica per cambiare aspetto: "Tuxedo Power! Make-up!". Diversamente dalle trasformazioni delle Guerriere Sailor, in quella di Mamoru non c'è nudità.
Nel live action PGSM, Mamoru tira fuori una maschera ed esclama le parole "Tuxedo Power": questa trasformazione è pari a quella delle Sailor, con l'aggiunta di un paio di boxer prima della fase di vestizione. Mamoru racconta di aver ricevuto l'abilità di trasformarsi in Tuxedo Kamen quando, bambino, incontrò un altro Tuxedo Kamen, da cui venne curato per una sbucciatura con un cerotto magico, che, dopo anni di prove, il ragazzo è riuscito a trasformare nella maschera utilizzata per diventare il suo alter ego.

### Principe Endymion
Il principe Endymion (エンディミオン?, Endimion) era una persona molto silenziosa e misteriosa. Le guardie del corpo, nonché i suoi migliori amici, erano gli Shitennō.
Sotto l'influenza di Metallia, Mamoru appare come una versione malvagia di Endymion.
Nell'anime degli anni '90, l'entità oscura uccise Endymion e Serenity mentre quest'ultima cercava di raggiungere l'amato. Mamoru si trasforma involontariamente nel principe quando Usagi diventa la principessa, tranne nel Dark Kingdom, dove si batte contro Sailor Moon nei panni principeschi, e nello scontro con Nehellenia, in cui cambia vesti mentre Usagi si trasforma in Eternal Sailor Moon.
Endymion indossa un'armatura scura in quasi tutte le versioni della storia. In PGSM ne ha una bianca, se non quando assimila Metallia nel proprio corpo; in tale occasione, porta alcuni accessori aggiunti, similmente agli Shitennō. Nel live, i suoi poteri sono più sviluppati, ha anche quello del teletrasporto, come i quattro guardiani, che si rivolgono a lui come "Master".
Da notare che nella versione originale sia di manga che di anime il titolo nobiliare di Endymion è stato reso in inglese ("Prince"), con traslitterazione in katakana. In Italia, così come in altri paesi al di fuori dal Giappone, come la Germania o la Francia, esso è stato tradotto.

### Re Endymion
Sovrano nel XXX secolo di Crystal Tokyo, marito della nuova regina Serenity e padre di Chibiusa, Re Endymion appare uguale a Mamoru, solo con i capelli più chiari, grazie al potere del Cristallo d'Argento, che ne ha arrestato l'invecchiamento e lo ha reso longevo. Veste come Tuxedo Kamen, ma ha lo smoking bianco, mantello con interno color lavanda e non indossa il cilindro.
La sua prima apparizione risale alla fine dell'atto 18. Compare come un'entità spirituale che fa la guardia al Crystal Castle, mentre il suo corpo giace addormentato nel palazzo dopo essere stato colpito dall'attacco di Black Moon. Finché la moglie non lo risveglia, aiuta Mamoru e le Guerriere Sailor a combattere contro gli invasori mantenendo la medesima forma.
Mamoru si trasforma nel re alla fine della battaglia contro il Dead Moon Circus, quando Elios pone il Cristallo d'Oro custodito nel corpo del ragazzo su un bastone, incoronando Tuxedo Kamen e Eternal Sailor Moon rispettivamente come Re Endymion e Nuova Regina Serenity, mentre le altre guerriere riprendono il ruolo rispettivamente di principesse dei vari pianeti.
Nell'anime degli anni '90, Re Endymion cerca di dividere Usagi e Mamoru producendo degli incubi in quest'ultimo che, rivelando la morte di Usagi in caso di matrimonio, portano ad una momentanea separazione fra i due innamorati. Appare, in seguito, come un ologramma, e spiega di aver voluto mettere alla prova l'amore della coppia.
Da notare che, come per il principe, nella versione originale sia di manga che di anime il titolo nobiliare di Endymion è stato reso in inglese ("King") con traslitterazione in katakana, per poi essere tradotto in Italia e in altri paesi al di fuori dal Giappone, come la Germania o la Francia.

### Cavaliere della Luna
Il Cavaliere della Luna (月影の騎士?, Tsukikage no Knight, letteralmente "Cavaliere dell'Ombra Lunare") appare solamente nella prima parte di Sailor Moon R (seconda serie del primo anime), in cui i nemici sono Ail e An.
Mamoru, redivivo, aveva perso parte della memoria alla fine della serie precedente, tornando all'epoca in cui non conosceva ancora Usagi. Tuttavia, una parte di lui ha preso vita con il nome di Cavaliere della Luna per soddisfare il suo inconscio istinto di protezione verso la ragazza. Il Cavaliere della Luna sfoggia un abbigliamento in stile arabo, e come arma usa una sciabola. A volte lancia una rosa bianca, chiaro riferimento alla rosa rossa di Tuxedo Kamen. È solito congedarsi con "Adieu!". Alla fine della saga di Ail e An, si riunisce a Mamoru e quest'ultimo recupera la memoria.

### Space Knight
Space Knight è l'identità fittizia che Re Endymion assume nel musical Kaguya Shima Densetsu (La leggenda dell'Isola Kaguyaìì) e nella sua revisione per seguire la figlia scappata nel XX secolo da Usagi e Mamoru, sull'Isola Kaguya. In un momento in cui esse non possono trasformarsi, protegge Chibiusa e le Sailor dal nemico Coalt. Dopo il salvataggio, da parte sua, di un servitore avversario, Coalt s'innamora di lui, e ricambia il gesto. Nel finale, Space Knight svela la sua identità e torna nel XXX secolo con la figlia.

## Poteri e attacchi
Mamoru ha visioni del passato ancora sconosciuto di Chibiusa durante un contatto fisico con la piccola e sogni premonitori. Toccando il terreno, riesce inoltre a visualizzare gli angoli del pianeta protetto; dopo la sconfitta di Metallia, a contatto con lui Usagi scopre dove si trovano le amiche. Il ragazzo ha anche poteri curativi.
Quando, in Dark Kingdom, viene contaminato da Metallia, Mamoru diventa per le Guerriere Sailor un nemico invincibile.
A partire dalla serie Black Moon, usa un attacco chiamato Tuxedo La Smoking Bomber (Tuxedo bomba di fumo nel doppiaggio italiano). In Yume, libera Cristallo d'Oro che custodiva inconsapevolmente nel proprio corpo per poi sfruttarne il potere. Inoltre, l'unione fra i poteri di Mamoru e Usagi genera lo scettro e il Calice Sacro (quest'ultimo con la collaborazione di Chibiusa) utilizzati da Sailor Moon rispettivamente in Black Moon e Mugen.
Nell'anime degli anni '90, Mamoru non ha poteri, ma rimane comunque una forte presenza, che giunge in aiuto delle Guerriere Sailor. Funge da protettore, usando il suo bastone come arma o le rose, che lancia come frecce entrando in scena. Inoltre, crea un diversivo per distrarre il nemico e permettere a Sailor Moon di colpire o liberarsi. Durante il periodo in cui subisce il controllo di Beryl e Metallia, le rose passano dal colore rosso a quello nero, e nell'ultimo episodio della prima serie una di esse imprigiona Sailor Moon dopo essersi trasformata in una specie di corda di rovi, per poi tramortire la guerriera con una forte scarica d'energia. Il fiore divenuto simbolo di Tuxedo Kamen è lo stesso che Mamoru ricevette nell'infanzia da Usagi durante il primo incontro, avvenuto in ospedale dopo la morte dei suoi genitori; vedendolo piangere, la piccola gli regalò una rosa rossa per consolarlo.

## Adattamento
Nel doppiaggio italiano dell'anime storico, il nome civile del personaggio è "Marzio", quello fittizio "Milord", divenuto "Smoking Mascherato", ovvero una traduzione letterale del giapponese, nell'edizione Shin Vision. Nella prima pubblicazione italiana del manga, il nome di battesimo è "Marzio Mamoru", fatta eccezione per il principio del terzo arco narrativo, mentre, nei capitoli iniziali, "Milord Tuxedo Kamen" è lo pseudonimo. In Pretty Guardian Sailor Moon Crystal, quest'ultimo cambia in "Tuxedo Mask".

## Doppiatori e attori
Nella versione originale dell'anime storico, Mamoru è doppiato da Tōru Furuya, mentre da bambino ha la voce di Megumi Ogata. In Pretty Guardian Sailor Moon Crystal, il doppiatore è Kenji Nojima. La voce italiana, nel primo anime, è di Marco Balzarotti, quelle infantili appartengono a Veronica Pivetti e Davide Garbolino, a Giusy Di Martino nel film Sailor Moon R The Movie - La promessa della rosa. Massimiliano Manfredi, lasciando le scene della fanciullezza a Jacopo Bonanni, doppiò Mamoru nell'edizione Shin Vision del lungometraggio e dello speciale Guerriere Sailor unite per la libertà. In Pretty Guardian Sailor Moon Crystal, il doppiatore è Manuel Meli; Mattia Fabiano intervenne solo nella prima stagione per Mamoru piccolo.
Nei musical, il personaggio e stato interpretato da molteplici attori, fra cui una donna: Mizuki Sano (1993), Yuuta Mochizuki (1993-1998) Yuuta Enomoto (1998), Hironari Amano (1999), Hidemasa Edo (2000-2001), Kenji Urai (2001-2002), Yuu Shirota (2002-2004), Gyo Miyamoto (2005), Yuga Yamato (2013).
Nei live action, il ruolo di Mamoru è stato affidato a Jyōji Shibue.

## Accoglienza e impatto culturale
Per i sondaggi di popolarità dei personaggi del manga, pubblicati dalla stessa Takeuchi, era possibile votare Mamoru, Tuxedo Kamen e Endymion separatamente. Nel 1992, Tuxedo Kamen si classificò dodicesimo fra trentotto scelte, il principe Endymion quindicesimo e Mamoru sedicesimo. Fra i cinquanta candidati dell'anno seguente, il re Endymion guadagnò la diciottesima posizione, Tuxedo Kamen la ventesima e Mamoru la successiva. Nei sondaggi di Animage a cui prese parte, Mamoru risultò il quarto personaggio maschile preferito degli anime, settimo nel '94 e dodicesimo l'anno dopo.
Mamoru Chiba è uno dei personaggi più famosi del mondo dei fumetti e dell'animazione, e nei panni di Tuxedo Kamen si è affermato come una vera e propria icona. Come tale, si avvale di vari riferimenti in altre opere, e a lui si ispirano cosplayers e articoli destinati al commercio, anche se non è esente da critiche negative. Secondo gli amici di Naoko Takeuchi, Usagi è innamorata di un ragazzo inutile. Mamoru è stato descritto come un eroe affascinante e, allo stesso tempo, un "ragazzo-damigella in pericolo". Consapevolmente o inconsciamente, cercherebbe "amae", ovvero un amore indulgente, dalla sua partner. In questo caso, la relazione con quest'ultima viene paragonata a quella tra una madre e un figlio: Mamoru sarebbe come un bambino che non si rende conto dei guai propri o causati la cui negligenza mette ripetutamente in pericolo Usagi, una persona che gli infonde sicurezza e dalla quale dipende. Mamoru è stato criticato anche per gli anni di distanza con l'innamorata, non ancora maggiorenne. I sostenitori lo scagionano chiarendo l'equivoco sulla sua età, nato per l'anime storico, dove il personaggio frequenta dall'inizio l'università (con ottimi risultati, anche se non viene mai specificato cosa studi), ma con soli 18 anni nella seconda stagione, ovvero non raggiungendo i 20 richiesti dalla legislazione giapponese dell'epoca per la maggiore età. In quest'anime, Mamoru ha 17 anni all'inizio e 19 nell'ultima serie, con una differenza di 3 unità rispetto ad Usagi, più giovane invece di 2 anni nella storia originale.